# Madonna del Fuoco

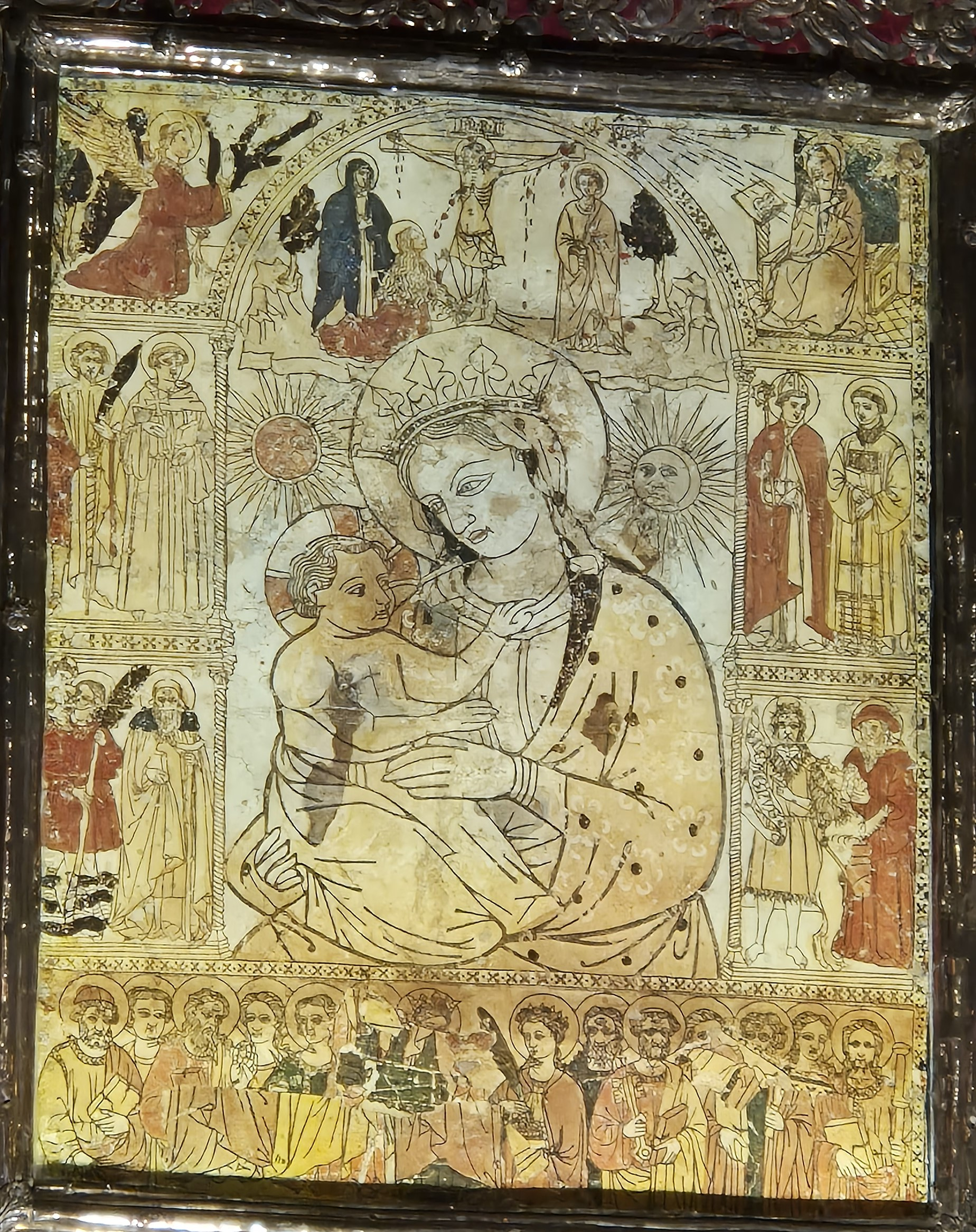
Madonna del Fuoco, ante 1428, xilografia, 49,3x39,7 cm, Forlì, Duomo

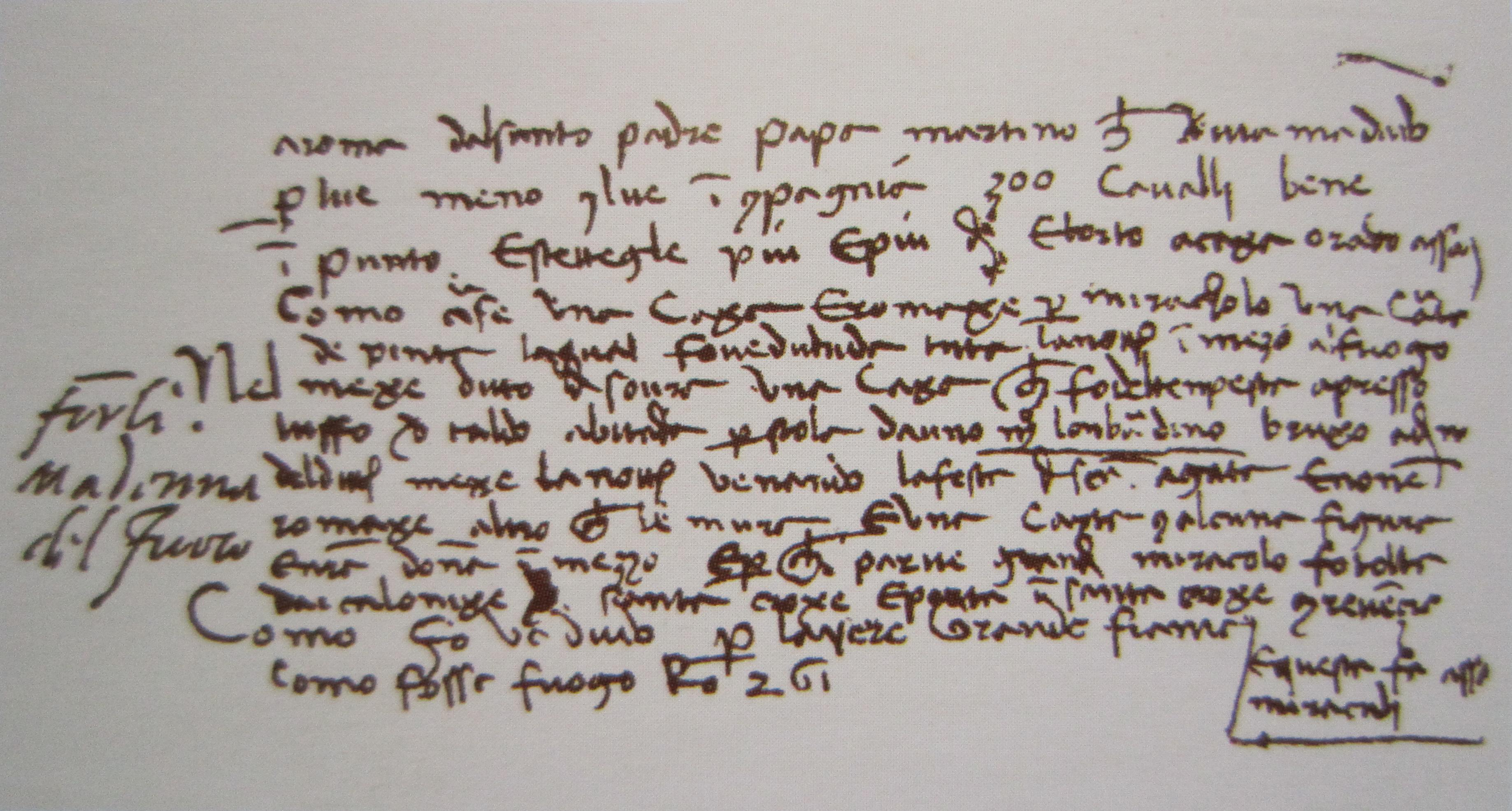
Pagina della Cronaca di Giovanni di Mastro Pedrino relativa alla descrizione del prodigioso evento

La Madonna del Fuoco è un'immagine della Beata Vergine con Bambino, venerata a Forlì e considerata la protettrice della città.
L'immagine è una delle più antiche xilografie oggi esistenti: scampata a un incendio divampato durante la notte in una scuola della città, è conservata nel duomo di Forlì. A memoria di tale evento, dalle finestre delle abitazioni forlivesi vengono esposti uno o più lumini rossi, lasciati ardere durante la notte tra il 4 e il 5 febbraio. Dove un tempo vi era quella scuola, sorge la chiesa del Miracolo della Madonna del Fuoco.

## Storia
L'immagine della Madonna, una xilografia su carta sostenuta da una tavoletta di legno, era esposta fin dal 1425 sul muro di una scuola di Forlì dove insegnava un tal Mastro Lombardino da Riopetroso. Durante l'inverno, all'interno della scuola veniva acceso un focolare in modo da poter riscaldare gli alunni. Probabilmente quella sera, al terminare delle lezioni, non ci si assicurò che le ceneri fossero ben spente. Durante la notte di mercoledì 4 febbraio 1428 si sviluppò quindi un incendio che avvolse la scuola, distruggendola. La popolazione accorse per circoscrivere il fuoco e salvare il possibile. L'incendio però durò più giorni e della scuola rimasero solo macerie annerite. Destò perciò grande stupore rinvenire l'immagine della Madonna praticamente intatta. Fra i testimoni, c'era anche il celebre Ugolino Urbevetano da Forlì.
Il Governatore della città, il Legato pontificio Monsignore Domenico Capranica, ordinò di portare l'immagine nel duomo della città con una solenne processione, tenutasi l'8 febbraio.
Alla fine del Quattrocento Caterina Sforza decise, in onore della Madonna del Fuoco, di dar vita alla Compagnia dello Spirito Santo, composta da otto sacerdoti, e alla Congregazione di Carità.
L'immagine rimase esposta per i primi tempi nella Cappella di San Bartolomeo, nel duomo cittadino; in seguito, dal 1619 al 1636, venne commissionata, nella navata sinistra della chiesa, la costruzione di una cappella per ospitare e venerare la Patrona della città.
Il 26 agosto 1601, l'immagine della Madonna del Fuoco venne per la prima volta incoronata, secondo la pia pratica di incoronare le immagini mariane che in quegli anni stava diffondendo il cappuccino Girolamo Paolucci de' Calboli da Forlì. Secondo gli scritti del cardinale Barberini, la Solennità della Madonna del Fuoco di Forlì fu celebrata per la prima volta il 20 ottobre 1636, in concomitanza con la traslazione dell'immagine miracolosa.
In onore della Madonna del Fuoco venne eretta in Piazza Maggiore (l'attuale Piazza Aurelio Saffi) una colonna con la statua in marmo di Clemente Molli dedicata alla Madonna (rimossa nel 1909 e successivamente, all'epoca del vescovo Raimondo Jaffei, ricollocata in Piazza del Duomo).
Due giorni prima i bambini di tutte le scuole di Forlì giunsero in processione dalla vicina chiesa di San Filippo Neri e attaccarono un disegno (relativo alla storia della Madonna del Fuoco) e un fiore alla ringhiera che si trova attorno alla statua della Madonna.
La tradizionale Fiorita della Madonna del Fuoco è nata nel 1984, da un piccolo gruppo di famiglie forlivesi che desideravano far comprendere ai loro bimbi, con un linguaggio comprensibile a piccoli e grandi, l'importanza dell'avvenimento che si festeggia il 4 febbraio.

## La piadina della Madonna
Nella piazza antistante il Duomo di Forlì e nelle vie vicine si svolge il 4 febbraio la Fiera della Madonna del Fuoco.
Assieme a bancarelle di ogni tipo, spiccano le bancarelle che vendono la tradizionale Piadina della Madonna, un pane dolce semplice e antico, con semi di anice e zucchero.
La piadina, nei giorni vicino alla festa, si trova anche presso i forni della città.
Il pane dolce ricorda la distribuzione di pane, durante un periodo di carestia, impastato con la farina acquistata con il ricavato della vendita del Tesoro della Madonna del Fuoco, formato dai doni votivi fatti dai fedeli per le grazie ricevute invocando Maria nella sua manifestazione di Beata Vergine del Fuoco.

## Madonna del Fuoco come opera d'arte

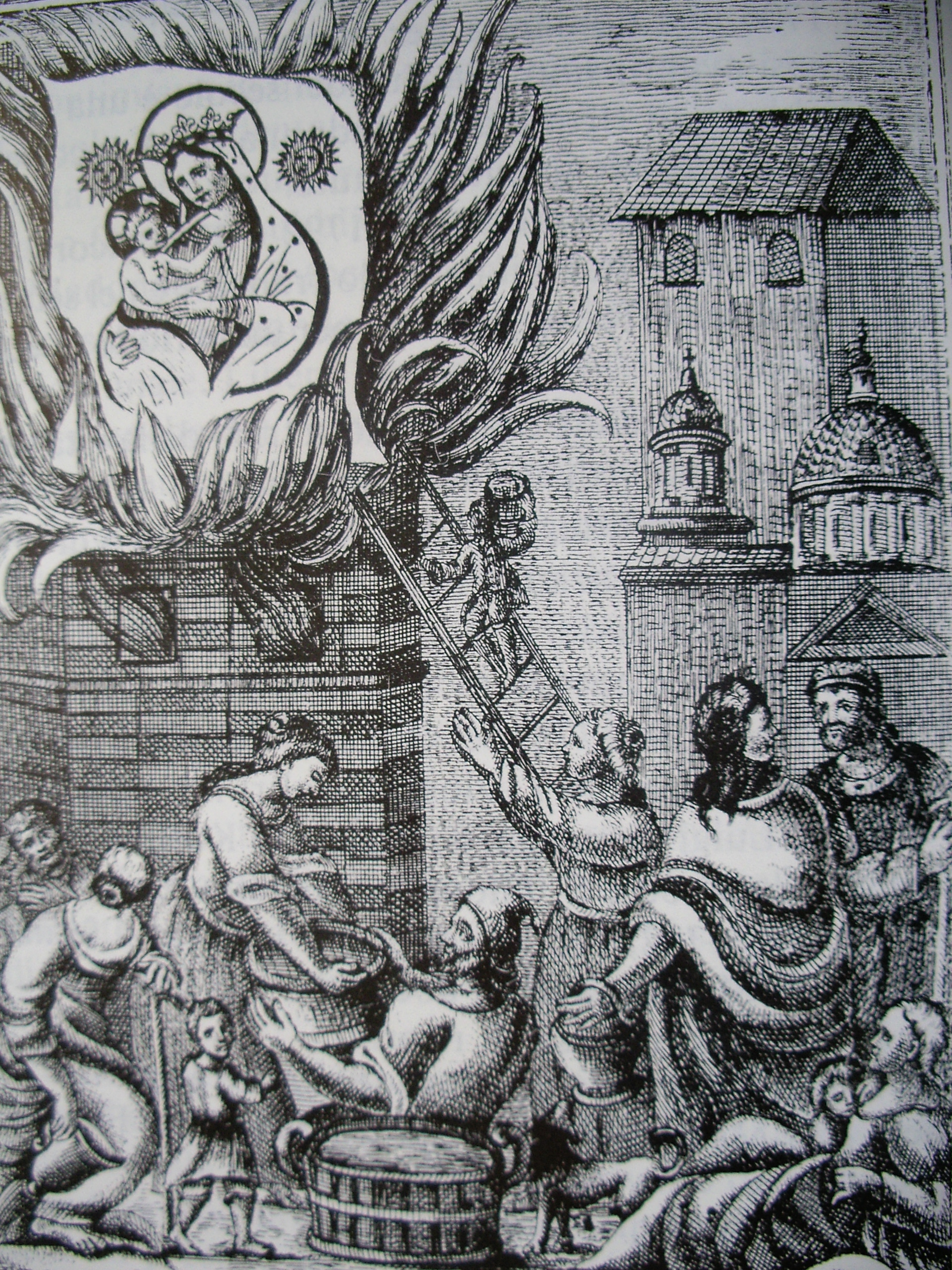
Pagina da antico codice che raffigura l'incendio della scuola

Come detto, l'immagine della Madonna del Fuoco è una xilografia su carta comune, di datazione incerta, incollata e probabilmente anche inchiodata su una tavola lignea. Viene infatti definita Carta ibrocada, ovvero inchiodata su supporto rigido, questo perché doveva essere facilmente esponibile ed eventualmente trasportabile.
I lunghi studi condotti affermano con certezza che l'immagine sia databile prima del 1420. Sembra possibile perciò affermare che la xilografia fu prodotta tra la fine del Trecento e i primi anni del Quattrocento. È probabilmente la più antica xilografia su carta di tutta Italia e una delle più antiche d'Europa.
L'immagine misura 49 x 40 centimetri. L'incisione è a figure multiple: la figura principale è quella della Madonna incoronata che regge in braccio Gesù bambino. Maria presenta una veste con fiori resi mediante un cuore tondeggiante più scuro e petali bianchi stilizzati. Nonostante l'occhio marcato e bizantino, l'atteggiamento e il lieve rossore delle guance dimostrano affetto per il figlio verso il quale si protende. Gesù, che si presenta già adulto secondo un'iconografia medievale, ribadisce il suo ruolo di redentore mediante la croce che reca segnata sul petto. Anche il suo gesto, tuttavia, di tirare la veste della madre, è fresco e immediato. Maria e il Bambino sono inseriti all'interno di una struttura ad arco, che simula una finestra. Ai lati del volto della Vergine si trovano riproduzioni del sole e della luna, reminiscenze di un antico culto pagano, risignificato dai Padri della Chiesa. Gli antichi cristiani non solo seppero vedere nel sole (Helios) la splendente immagine del vero Sole di giustizia, ma, confortati in questo anche da tante ricorrenze nella Scrittura, scorsero nella luna (Selene) «il simbolo di quella entità maternamente accogliente, umilmente ricettiva della luce, che è diventata realtà viva in Maria e nella Chiesa»(Karl Rahner). Al di sopra del capo della Vergine, sempre inserita nell'arco, si trova la scena della Crocifissione, con Maria, Giovanni e Maddalena. Fuori dell'arco, nello spazio di risulta, si trova un'Annunciazione con Maria a destra e l'Angelo a sinistra. Ai lati della Madonna col Bambino si trovano, disposte in maniera ordinata, coppie di santi: a sinistra San Paolo (con spada) con San Francesco (vestito con saio) nel registro superiore e San Cristoforo (porta il Cristo sulle spalle) con Sant’Antonio Abate (che ha libro e bastone). A sinistra, invece nel registro superiore si vedono San Nicola di Bari (vescovo) con San Lorenzo (che ha la graticola) e in quello inferiore San Giovanni Battista (con vestito povero e pergamena con annuncio) e San Gerolamo (con il leone). Sotto a fare da base al tutto si trovano dodici figure maschili (gli apostoli?) e due figure femminili incoronate di cui una molto lacunosa (Maria?) e l’altra con la palma del martirio e quello che sembra un cesto di fiori, che potrebbe indicare si tratti di Santa Dorotea. La parte in basso è la più rovinata, presentando delle lacune maldestramente rappezzate con elementi recuperati dalla xilografia stessa che in origine doveva essere dunque più grande (55,5 x 40,5 cm).
La stampa si inserisce probabilmente in una produzione di stampe mariane realizzata nel Nord Italia, in ambito veneto-emiliano romagnolo che presenta caratteri bizantineggianti. Si deve immaginare che questa produzione riguardasse numerosi esemplari, anche perché la stampa viene utilizzata proprio per diffondere questo genere di opere. Tuttavia poche di queste sono sopravvissute, prima di tutto perché realizzate con materiali deperibili, secondariamente perché ritenute popolari, infine perché erano oggetto di un uso molto intenso, trasportate, maneggiate e dunque soggette a distruggersi. Si deve però immaginare che queste immagini non fossero identiche, anche se derivate dalle stesse matrici: era infatti uso da parte delle botteghe, di unire insieme matrici diverse per ottenere stampe differenti. Nel caso della Madonna del Fuoco si riscontrano anche differenze fra la parte centrale, più arcaizzante e i santi laterali, di forme più aggiornate, come già Lionello Venturi, primo a dedicare un'analisi storico-critica all'opera, notava nel 1903. Lo studioso pensava che potessero essere quindi derivati da disegni di artisti diversi o che l'arcaicità dei tratti di Maria e il Bambino derivasse da un'icona più antica ora perduta. 
Anche se non sono stati rinvenuti altri esemplari della stampa, esiste un frammento, conservato presso l'archivio di Siena, che presenta una resa simile della Madonna e di una parte dei santi che risultano mutili nella lunghezza, ma conservati nell'altezza.

## Altre opere d'arte

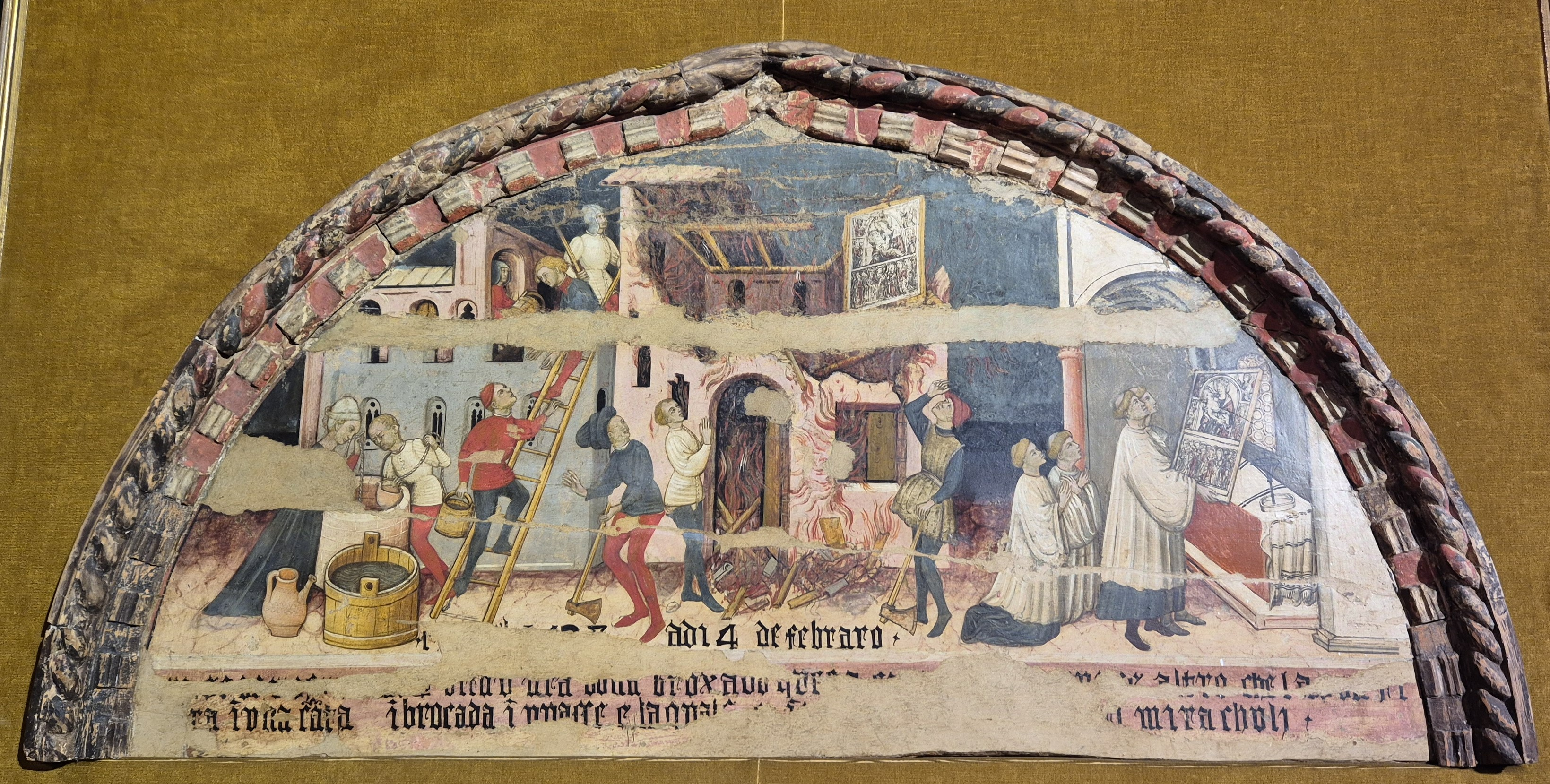
Giovanni di Mastro Pedrino, Lunetta del Miracolo, 1438 circa, tempera su tavola, 71x135 (dipinto) 78x152 (con cornice) Forlì, Cattedrale

Il miracolo della Madonna del Fuoco è il soggetto di una lunetta di Giovanni di Mastro Pedrino, dipinta nel 1438, primo decennale dell'avvenimento, presente nel Duomo di Forlì. 
Nel programma di rinnovamento della chiesa operato nell'Ottocento, viene dipinta un'altra opera, sempre dedicata al fatto da Pompeo Randi.
L'immagine gode di moltissima diffusione all'interno del territorio forlivese, dove spesso ricorre in ceramiche appese nell'esterno delle case ed è presente in stampe e pubblicazioni. Queste immagini si possono però allontanare anche molto dalla xilografia originaria, di cui mantengono fisso in genere il blocco Maria-Bambino e la presenza distintiva del sole e della luna, ma che spesso inseriscono l'elemento del fuoco, non presente nell'immagine originaria, ma parte della devozione e della storia dell'oggetto sacro e dunque inserito sotto forma di fiamme più o meno evidenti.

## Letteratura
Il fortunato libro di prosa Il fuoco trionfante, di Giuliano Bezzi, risulta la più antica monografia su un dipinto stampato.

## Diffusione del culto
La devozione si è diffusa anche fuori Forlì, raggiungendo, tra l'altro, Cervia, Cesena, Rimini, Ancona, Roma e l'Uganda.
A Cervia, è considerata Patrona dei salinari, che anticamente, il 4 febbraio, compivano a piedi un pellegrinaggio fino a Forlì. Oggi si sta riprendendo la tradizione, anche se il tragitto a piedi non è stato ancora reintrodotto.
Ad Ancona, dove è venerata nella chiesa collegiata di Santa Maria della Piazza, divenne protettrice dei fornai.
A Roma, il 4 febbraio, la Famiglia Romagnola ne celebra la festa nella chiesa di San Marcello al Corso.
Inoltre, il Museo internazionale del cinema e dello spettacolo (MICS) di Roma la considera patrona dello stesso MICS e, più in generale, di tutti gli archivi visivi e sonori. Ugualmente, la Federazione Internazionale degli Archivi delle Immagini e dei Suoni (FIAIS), che anche ha sede in Roma, la considera patrona di questi tipi di archivi.

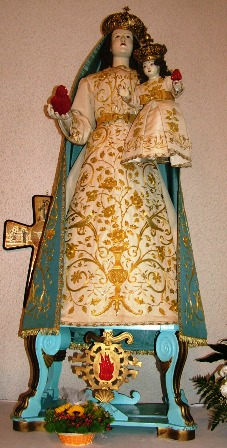
Statua Madonna del Fuoco di Pescara

In Abruzzo in luglio si venera la statua della Madonna del Fuoco a Pescara, nel santuario omonimo presso il quartiere Villa del Fuoco.
Nel 1926, in preparazione alle celebrazioni del V centenario del miracolo, fu deciso di erigere in Uganda una missione dedicata alla Madonna del Fuoco.
Si può anche ricordare che, nel 1928 il comandante Umberto Nobile lanciò, dal dirigibile Italia, diretto al Polo Nord, un'immagine della Madonna del Fuoco sui ghiacci della banchisa. 
La memoria del culto è conservata anche dalla cucina locale, e in particolare dalla piadina della Madonna del Fuoco, un tipo di focaccia dolce all'anice.
Dal 2024 la Madonna del Fuoco viene festeggiata anche negli Stati Uniti, a Cambridge (vicino Boston) in Massachusetts, dove viene ricordata dalla comunità locale grazie a una forlivese che vive e lavora nella città.